# Holland Park (London Underground)

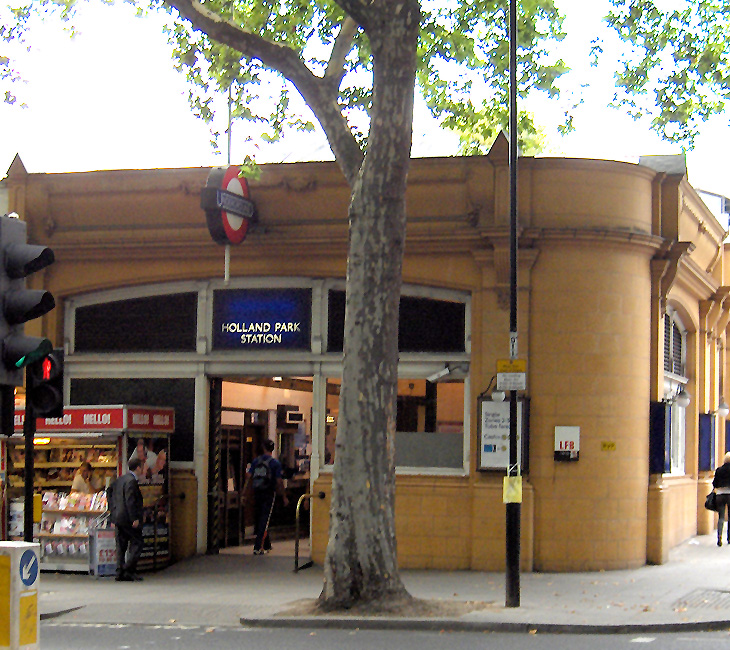
Stationsgebäude

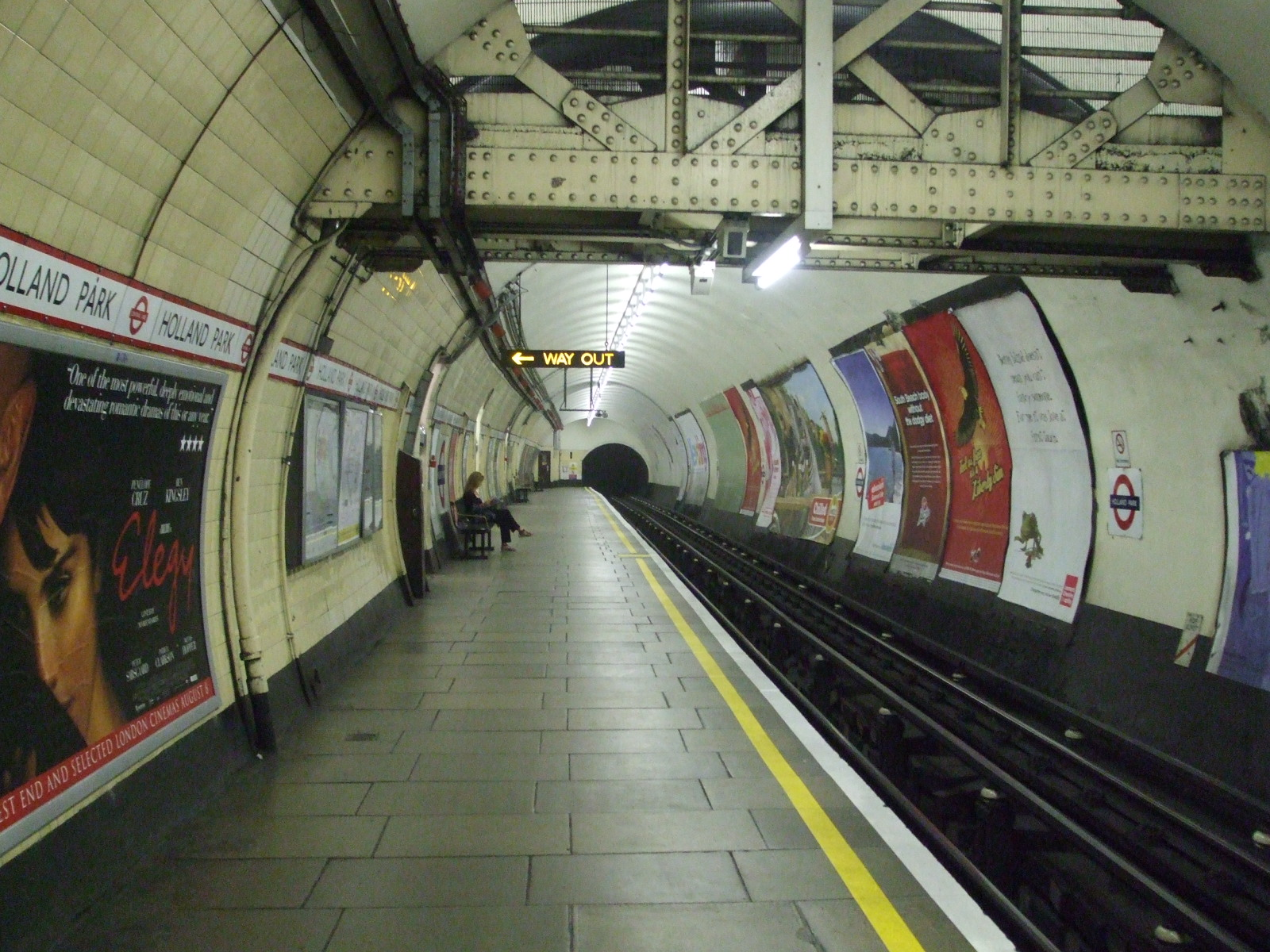
Bahnsteig

Holland Park ist eine unterirdische Station der London Underground im Stadtbezirk Royal Borough of Kensington and Chelsea. Sie liegt in der Travel Zone 2 an der Holland Park Avenue und wird von Zügen der Central Line bedient. Im Jahr 2013 nutzten 3,39 Millionen Fahrgäste die Station. Benannt ist sie nach dem nahe gelegenen Holland Park, der Name wird aber auch für das Viertel verwendet.
Eröffnet wurde die Station am 30. Juli 1900 durch die Central London Railway (CLR), die Vorgängergesellschaft der Central Line. Wie bei der CLR üblich, entwarf Harry Bell Measures das Stationsgebäude. Es erhielt ein Flachdach, da die Gesellschaft plante, das Gebäude um ein weiteres Geschoss für kommerzielle Nutzung aufzustocken. Aufgrund fehlender Nachfrage unterblieb dies aber bis heute.